# Elachiptera megaspis
Elachiptera megaspis är en tvåvingeart som först beskrevs av Friedrich Hermann Loew 1858.  Elachiptera megaspis ingår i släktet Elachiptera och familjen fritflugor. Arten har ej påträffats i Sverige. Inga underarter finns listade i Catalogue of Life.